# Santo Antônio do Caiuá
Santo Antônio do Caiuá è un comune del Brasile nello Stato del Paraná, parte della mesoregione del Noroeste Paranaense e della microregione di Paranavaí.